# Snakes on a Plane

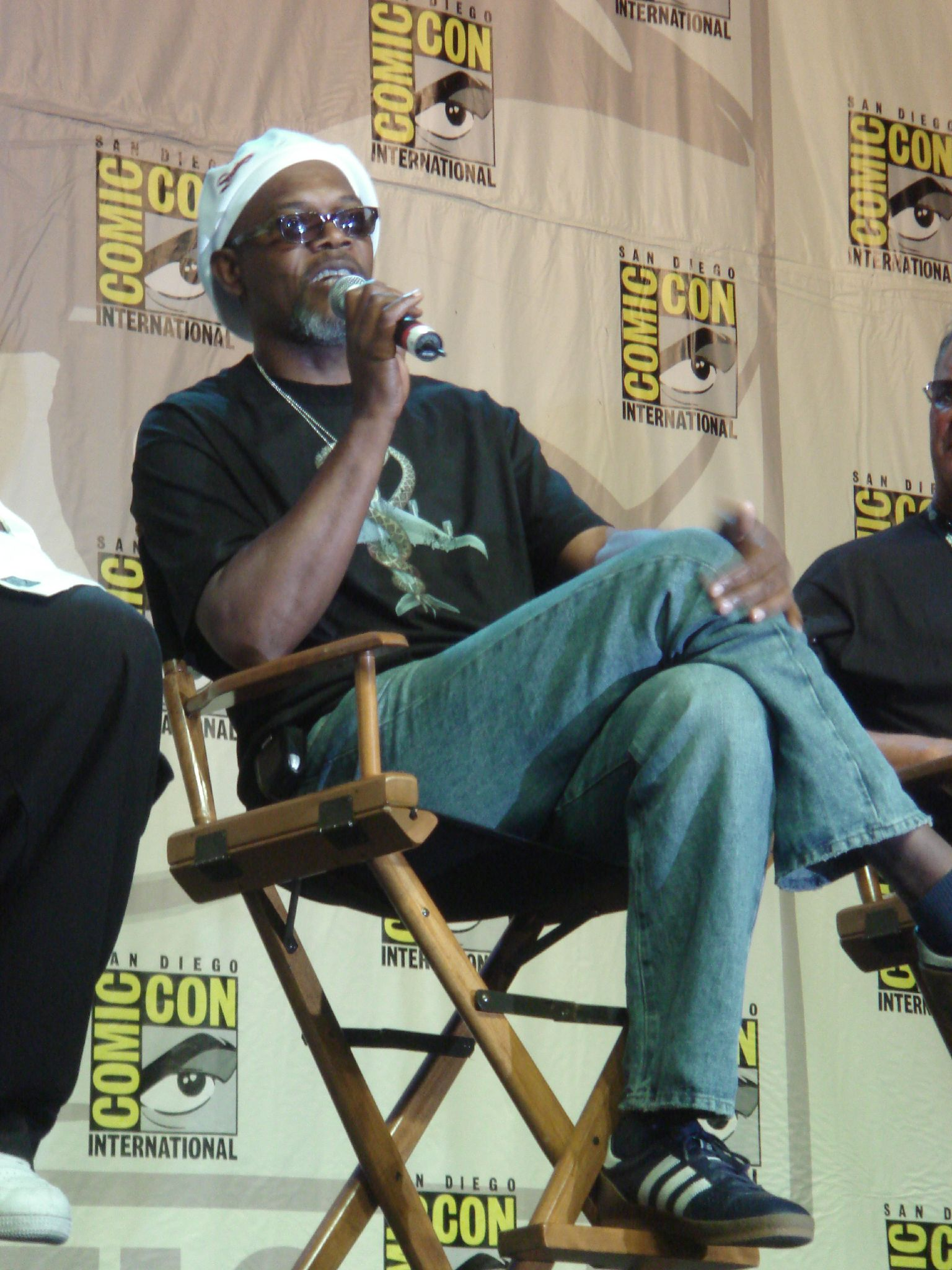
Samuel L. Jackson - 2006

Snakes on a Plane (conocida como Serpientes en el avión en España, Terror a bordo en Argentina y Serpientes a bordo en Hispanoamérica) es una película estadounidense producida por New Line Cinema y estrenada en 2006. Se trata de una obra de suspense y de terror que pese a sus bajas expectativas iniciales se convirtió en un hype mediático en Internet, y que ha sido ampliamente comentado posteriormente por su uso del merchandising y la publicidad indirecta, por su presencia en los medios y en la cultura popular, y por la «colaboración» prestada por el público desde Internet durante el proceso de producción. La película está dirigida por David R. Ellis, escrita por David Dalessandro, John Heffernan y Sheldon Turner, y protagonizada por Samuel L. Jackson.
Debido a su título y a su premisa argumental, Snakes on a Plane se convirtió en un fenómeno en la red incluso antes de su estreno, formándose una gran comunidad de seguidores en torno a ella. En respuesta al interés suscitado por la película, New Line Cinema decidió incorporar algunas de las sugerencias de los internautas, y para ello añadió cinco nuevos días de rodaje. Sin embargo, pese a esa popularidad previa, la recaudación en taquilla finalmente no fue tan alta como se esperaba.
La película se tituló Serpientes a bordo en México, Serpientes en el avión en España y Terror a bordo en Argentina. En Estados Unidos, la MPAA le otorgó la clasificación por edades "R" (que restringe el visionado de la película a los mayores o menores de 17 acompañados) debido a su lenguaje explícito, a una escena que contiene sexo y uso de drogas, y las intensas secuencias de terror y violencia.

## Historia

### Antecedentes
La historia se le atribuye a David Dalessandro, un administrador de la Universidad de Pittsburgh y guionista primerizo que desarrolló el concepto en 1992 tras leer una revista de naturaleza. Dalessandro dice: «Leí que las Boiga irregularis indonesias habían sido vistas en las bodegas de algunos aviones durante la Segunda Guerra Mundial». Originalmente la situación descrita por el guion iba a ser que dicho animal se encontrase suelto en un avión, titulándose la película Venom. Dalessandro modificó varias veces el libreto, expandiendo la premisa hasta llegar a una coyuntura en la que habría una plaga de diversas serpientes venenosas moviéndose por el fuselaje del avión. El último borrador fue rechazado por más de 30 estudios de Hollywood en 1995. Sin embargo, en 1999 un productor de MTV/Paramount mostró interés en el guion, tras lo cual New Line compró los derechos para producir la película.

### Desarrollo y "boom" en Internet
Inicialmente, la película iba a ser dirigida por el especialista en cine de acción de Hong Kong Ronny Yu. Samuel L. Jackson, que había trabajado previamente con Yu en The 51st State, se enteró de la existencia de la película a través de las publicaciones de la industria de Hollywood. Tras hablar con Yu, decidió unirse al proyecto sin haber siquiera leído el guion, y basándose únicamente en el director, el argumento y, especialmente, el título. De hecho, cuando más tarde se quiso renombrar la película como Pacific Air Flight 121 (entre otras cosas por presiones del propio agente de Jackson, que opinaba que su cliente no podía trabajar en una película con ese nombre), el actor reclamó que se volviese al título original, que en su opinión atraería a mucha gente a las salas. El 2 de marzo de 2006, el estudio hizo que el proyecto volviera a denominarse Snakes on a Plane. 
El título de la película y su premisa argumental generaron en Internet un gran interés previo al estreno. Mucha de la publicidad inicial vino de un mensaje en el blog del guionista Josh Friedman, a quien New Line había contactado cuando se encontraba buscando a nuevos guionistas para desarrollar el concepto de la película. La posterior inclusión de Jackson en el reparto no hizo sino aumentar aún más la expectación. Un periodista llegó a escribir que Snakes on a Plane era posiblemente la película más promocionada en Internet de toda la historia. Para aprovechar la creciente popularidad de la, hasta entonces, considerada una producción de poca importancia, New Line Cinema ordenó añadir otros cinco días de rodaje a principios de marzo de 2006, meses después de que la filmación hubiese finalizado. En contraposición al uso habitual de estos días extra, que suele ser solucionar problemas detectados tras el rodaje y repetir determinadas secuencias, los productores habían decidido añadir nuevas escenas que hiciesen pasar a la película de la clasificación por edades PG-13 a la R, y así poder colmar las expectativas del público.
Fue entonces cuando se añadió a la película la famosa línea: «¡Ya está bien! ¡Estoy harto de estas putas serpientes y de este puto avión!», que había surgido de un falso tráiler creado meses antes por Nathanial Perry y Chris Rohan. El tráiler, que constaba solo de sonido, incluía una voz similar a la de Samuel L. Jackson gritando: «¡Quiero a estas putas serpientes fuera del puto avión!», y se había vuelto popular entre los aficionados, habituados al carácter violento y malhablado de los personajes a los que suele interpretar el actor. Los creadores de la película admiten que incluyeron esta frase en el guion «por los fans», y en opinión del director, David R. Ellis, el haberles permitido involucrarse en el proceso de producción hizo que la película acabase siendo mejor. El público respondió favorablemente a esta posibilidad de interacción entre productores y espectadores, llevando a algunos periodistas a afirmar que el proyecto había pasado de ser una «broma» a ser un «fenómeno». Peter Bradshaw, del periódico británico The Guardian, la denominó «la primera película "wikipeizada"», en el sentido de que habría sido creada por los propios usuarios. C. Spencer Beggs (de Fox News) afirmó, previamente al estreno, que Snakes on a Plane podría cambiar para siempre la manera en que se comercializan las películas.

## Sinopsis
Después de presenciar el asesinato de un fiscal a manos del gánster Eddie Kim (Byron Lawson), Sean Jones (Nathan Phillips) es escoltado por los agentes del FBI Neville Flynn (Samuel L. Jackson) y John Sanders (Mark Houghton) en un Boeing 747-400 que lo llevará de Honolulu hasta Los Ángeles para testificar en el juicio contra Kim. A pesar de las medidas de seguridad dispuestas por los agentes, Kim consigue introducir un cargamento de serpientes venenosas en la bodega del avión. Además, las coronas de flores hawaianas de los pasajeros entregadas por el personal del aeropuerto han sido rociadas con unas feromonas capaces de volver extremadamente agresivos a los animales.
La caja que contenía a las serpientes se abre a mitad del vuelo accionada por un dispositivo temporal, y éstas consiguen llegar hasta la cabina. Las primeras víctimas fueron un gato en la bodega, una pareja teniendo relaciones sexuales y un señor usando el baño. Posteriormente las serpientes provocan un cortocircuito y el comandante del avión, Sam McKeon (Tom Butler) baja a investigar lo ocurrido y es mordido. Puesto que nadie sabe porque ha muerto, el copiloto Rick (David Koechner) supone que ha sido un ataque al corazón, y decide no dar la vuelta. Poco después las serpientes atacan al propio Rick, que, durante el forcejeo, libera accidentalmente las mascarillas de oxígeno del avión con lo que aparecen nuevas serpientes que se encontraban en los compartimentos. El pánico se desata a bordo y mueren varios pasajeros. Algunos de los supervivientes van hacia la parte delantera del avión e intentan hacer una barricada contra las serpientes usando el equipaje de mano. Otros entre los que se encuentran Mercedes (Rachel Blanchard), Chen Leong (Terry Chen) y Maria (Elsa Pataky), quedan aislados en mitad del aparato, viéndose obligados a combatir con sus propios medios a los animales. 
El agente Flynn llama al agente especial Hank Harris (Bobby Cannavale) que se encuentra en tierra, le dice la situación y este consigue contactar con el experto en serpientes Steven Price (Todd Louiso). Éste propone tratar de identificar las serpientes, para así poder tener preparados los antídotos apropiados en tierra. Al comprobar que los animales provienen de diferentes lugares del mundo Price sospecha que el hombre encargado de conseguirlos puede haber sido un comerciante de serpientes residente en Los Ángeles llamado Kraitler. Más tarde Harris y Price irán hasta la granja de serpientes de Kraitler quien, tras una pelea, admitirá su culpabilidad y les dará los antídotos.
Rick es atacado nuevamente, y el 747, sin piloto, empieza a descender en picado. La improvisada barricada levantada previamente se destruye, y los pasajeros huyen hacia la sección de primera clase que no había sido aún invadida por los animales. Tiffany (Sunny Mabrey), una atractiva auxiliar de vuelo, tiene la idea de bloquear la entrada con uno de los botes salvavidas inflables disponibles en el avión. Mientras tanto Flyyn se abre paso hasta la bodega de carga y consigue reparar el sistema de ventilación, sin el cual el avión se habría recalentado y estrellado contra el océano. No obstante, los pilotos están muertos, por lo que Claire (Julianna Margulies), una de las auxiliares de vuelo, pregunta a los pasajeros si alguno sabe cómo pilotar un avión. Finalmente aparece Troy (Kenan Thompson) que afirma tener más de 2000 horas de vuelo. Entonces Flynn, ante la dificultad de expulsar a las serpientes de la cabina de mando, dice «¡Ya está bien! ¡Estoy harto de estas putas serpientes en este puto avión!», y decide disparar a las ventanillas con el objetivo de que los reptiles salgan volando a causa de la despresurización. Flynn lo hace y tras eso Troy y él se ponen a los mandos del 747. A pesar de las dificultades el aterrizaje tiene éxito, y, ya en tierra, a los pasajeros supervivientes les es inyectado el antídoto contra el veneno de las serpientes. Los últimos planos de la película muestran a Sean y Flynn surfeando, presumiblemente en las playas de Bali (lugar al que Sean planeaba ir).

## Reparto
- Samuel L. Jackson como Neville Flynn.
- Julianna Margulies como Claire Miller.
- Nathan Phillips como Sean Jones.
- Rachel Blanchard como Mercedes Harbont.
- Sunny Mabrey como Tiffany Englehart.
- Terry Chen como Chen Leong.
- Mark Houghton como John Sanders.
- Byron Lawson como Eddie Kim.
- Todd Louiso como Dr. Steven Price.
- Flex Alexander como 3G/Clarence Dewey.
- Kenan Thompson como Troy.
- Bruce James como Ken.
- David Koechner como Rick.
- Bobby Cannavale como Hank Harris.
- Elsa Pataky como Maria.
- Samantha McLeod como Kelly.
- Taylor Kitsch como Kyle "Crocodile" Cho.
- Crystal Lowe como Chica del Autógrafo.

## Recepción
La película se estrenó en Estados Unidos el 18 de agosto de 2006, aunque ya se habían hecho algunas proyecciones en la sesión nocturna del día anterior. Robert K. Shaye, fundador de New Line Cinema, dijo sentirse decepcionado porque, a pesar de las altas expectativas iniciales, los ingresos de taquilla de la película en Estados Unidos apenas habían dado como para cubrir el presupuesto.
La prensa coincidió en señalar que el impacto de Snakes on a Plane no había sido el que se esperaba, afirmando Entertainment Weekly que la película solo había supuesto un fenómeno en la red y The New York Times que después de tanta promoción en Internet la película había sido una decepción en taquilla. Previamente, algunos analistas de la industria habían estimado que en su estreno la recaudación sería de entre 20 y 30 millones de dólares estadounidenses. A pesar de que la película fue de hecho número uno en taquilla en el fin de semana de su estreno, tras batir (por poco) a Talladega Nights: The Ballad of Ricky Bobby, no consiguió cumplir las expectativas y en ese periodo de tiempo recaudó solo 15,3 millones. En su segundo fin de semana, Snakes on a Plane cayó hasta el sexto puesto del ranking con 6,4 millones de dólares de ingresos, lo que supuso un descenso del 57,6% con respecto al primer fin de semana. En todo el tiempo que estuvo en cartelera, la película, cuyo presupuesto había sido de unos 33 millones de dólares, recaudó aproximadamente 62 millones (34 en Estados Unidos y 28 en el resto del mundo).

### Respuesta de la crítica
A fecha de 3 de julio de 2008, Snakes on a Plane contaba con un 69% de comentarios positivos en el sitio web dedicado a la recopilación de críticas Rotten Tomatoes, aunque ese porcentaje bajaba hasta el 56% al tenerse en cuenta solo a los críticos considerados como "principales" por la página. Según Rotten Tomatoes, existía un consenso en torno a que la película "cumple con lo que promete".
Las críticas de Snakes on a Plane coincidieron en señalar su tono de película de serie b, así como los aspectos más ridículos del guion y de la producción. Sin embargo, varias a la vez remarcaron su honestidad, en el sentido de que era su carácter desenfadado y conscientemente paródico lo que le había hecho conectar con el público. Algunos críticos se refirieron a esa conexión, afirmando que habían visto a espectadores vitoreando o aplaudiendo durante las proyecciones. De hecho, esa sensación había empezado a forjarse incluso antes de su estreno. En enero de 2006, la revista Wired calificó a Snakes on a Plane como «La mejor peor película de 2006» (sic) basándose únicamente en el título y en la premisa argumental. En BusinessWeek, también previamente a su estreno, un artículo daba a entender que los productores habían decidido seguir la corriente a la ola de risas que estaba generando la película. David R. Ellis ha declarado sin embargo que, pese a esa percepción de la película, ellos se la tomaron muy en serio.

## Merchandising
Diversos fabricantes de camisetas han hecho productos con representaciones humorísticas de la película. Una de estas camisetas, creada por Jeffrey Rowland, muestra la cabina de mando de un avión vista desde el exterior, con el piloto y el copiloto dibujados como serpientes. Esta camiseta la lleva Samuel L. Jackson en el vídeo musical oficial Snakes on a Plane. El actor también llevó, en los MTV Movie Awards, una creada por Damnation en la que se ve la ecuación "Serpientes" + "Avión" = "Serpientes en el avión" con signos dibujados que representan cada uno los elementos. Otra de las camisetas creadas incluía un dibujo del personaje de Star Wars Mace Windu (también interpretado por Jackson) matando serpientes con su sable láser. Posteriormente fue retirada, presumiblemente por problemas con los derechos de autor. Además, una camiseta oficial de Snakes on a Plane estuvo disponible en la cadena estadounidense de tiendas Hot Topic.
New Line Cinema acordó con CafePress.com, una compañía minorista en línea dedicada a fabricar productos personalizados siguiendo las instrucciones de sus clientes, permitir a los seguidores de Snakes on a Plane ser titulares de las licencias de merchandising, para que pudieran diseñar y vender sus propios productos (camisetas, tazas, artículos de regalo, etc.). Se les prohibía sin embargo usar imágenes o contenido con derechos de autor en propiedad de New Line Cinema, así como imágenes o representaciones de los actores de Snakes on a Plane. Los seguidores respondieron a esta invitación creando cientos de diseños, incluidos algunos que usaban el título completo de la película, algo sí permitido por el acuerdo entre New Line Cinema y CafePress.

## Publicidad indirecta
La película incluye publicidad indirecta de varias marcas comerciales, entre las que se encuentran Apple, Beretta, Billabong, Dell, Dr. Pepper, eBay, Ford, GMC, Kawasaki, Lincoln, Mountain Dew, O'Neill, Pepsi, Purell, Quiksilver, Red Bull, S. Pellegrino, Sony PlayStation, Sprint, Steinlager, Treo y Xanax. Especialmente notorios son los casos de Red Bull (que aparentemente no habría pagado por la publicidad) y de las diversas videoconsolas, ya que se muestra en pantalla a personajes usando una Sony PSP y una Nintendo DS, y se mencionan la Xbox y la PlayStation 2 (en un momento dado el personaje de Samuel L. Jackson exclama «¡Bendita sea la PlayStation!»). También destaca la utilización de diversos monitores y televisores de Dell, compañía que aportó material por valor de 60.000 dólares para la producción, así como el uso de un iBook de Apple, cuyo logotipo se aprecia claramente en un momento determinado de la película.

## Presencia en los medios
La película ha sido referenciada y parodiada en multitud de programas de televisión, películas, vídeos realizados por seguidores, videojuegos, cómics, etc.

### Televisión
Desde mayo de 2006, diversos episodios de The Daily Show y The Colbert Report han contenido referencias al título de Snakes on a Plane, a la frase de Samuel L. Jackson y a la premisa argumental. Colbert acompaña las referencias con una imitación de Jackson. Un ejemplo de esto ocurrió en The Daily Show justo después de que, en agosto de 2006, se prohibiesen un gran número de objetos en los vuelos de Estados Unidos y el Reino Unido ante el temor a un posible ataque terrorista. La noticia estaba acompañada de la satírica frase de advertencia "No se permiten serpientes en el avión". El 15 de agosto de 2006, Samuel L. Jackson fue como invitado a The Daily Show, iniciándose la emisión del programa con la secuencia de la película en el que pronuncia su popular frase. Jackson, si bien en el contexto distendido y cómico del show, elogió fervientemente la película. El 21 de agosto de 2006, durante un segmento del programa llamado "Snakes on a Plane: Could it Muthafuckin Happen Here", la colaboradora Samantha Bee le preguntó a un experto en serpientes si se tienen informes de ataques de serpientes en aviones. Éste lo negó, a lo que Bee replicó: «¡Estoy harta de estos putos expertos que niegan que haya putas serpientes en los putos aviones!».
En septiembre de 2006, los presentadores del talk show Rove, Rove McManus y Peter Helliar, pasaron varios minutos del programa comentando cuánto tiempo habían estado esperando el estreno de la película y cuánto les había gustado, repitiendo una y otra vez lo que para ellos era el mejor reclamo de la película: «Son serpientes, en un avión». A la charla le siguió un pequeño sketch de la secuela que ellos proponían, que se titularía Spiders on a Glider ("Arañas en un planeador"), y que incluía a Rove diciendo «¡Quiero a estas putas arañas fuera del puto ala delta!».
El programa Attack of the Show!, del canal G4, constó de una sección habitual llamada "Snakes on a Plane: An Attack of the Show Investigation", e incluso tuvo una semana dedicada a la película. Durante este tiempo se emitieron entrevistas (incluida una a Sunny Mabrey en un decorado que imitaba el lavabo del avión), y uno de los días se trajeron cientos de serpientes al plató. Adicionalmente, el programa canadiense MTV Live ha emitido diversos sketches en los que se muestra a un hombre ansioso por ver la película y que espera en una cola durante meses para ser el primero.
Keith Olbermann ha hablado varias veces de la película (y del fenómeno que supuso en Internet) en su programa de la MSNBC Countdown.
En junio de 2006, New Line Cinema encargó a diversos realizadores británicos de remixes audiovisuales la tarea de hacer nuevos tráileres para ser emitidos por la televisión estadounidense.
El 3 de junio de 2006, mientras presentaba el premio a la mejor película en los MTV Movie Awards, Jackson dijo que Snakes on a Plane ganaría el premio el próximo año, declarando jocosamente: «Ninguna película quedará por encima de Snakes on a Plane. Salvo que me sienta con ganas de hacer una película llamada: More Motherfucking Snakes on More Motherfucking Planes».

### Medios escritos
Black Flame publicó un libro basado en la película, escrito por Christa Faust. Tiene 405 páginas y amplía considerablemente la historia, incluyendo nuevos personajes (por ejemplo, un asesino de las tríadas llamado Lulu Fang) y extendiendo el pasado de otros que no son explorados en profundidad en la película.
El 13 de junio de 2006, el escritor de cómics Chuck Dixon anunció en su página web que escribiría la adaptación al cómic de Snakes on a Plane. DC Comics lo ha editado en dos números separados, publicados el 16 de agosto y el 27 de septiembre de 2006 respectivamente.
El libro con ilustraciones Snakes on a Plane: The Guide to the Internet Ssssssensation detalla el fenómeno que supuso la película en Internet. Fue escrito por David Waldon y publicado por Thunder's Mouth Press el 28 de julio de 2006. Waldon habla de diversos vídeos que circulan por Internet y que giran en torno a la moda creada por la película, y entrevista a los autores de dichos vídeos con el fin de averiguar qué aspecto de Snakes on a Plane fue el que llamó su atención.
El 1 de agosto de 2006, Sterling Publishing puso a la venta Snakes on a Sudoku, un libro de sudokus creado por Francis Heaney y Conceptis Puzzles en el que los cuadrados tienen aspecto de serpiente.
Snakes on a Plane: The Complete Quote Book fue puesto a la venta por HarperCollins el 8 de agosto de 2006.

### Música y radio
El 16 de marzo de 2006, New Line Cinema anunció públicamente un concurso en TagWorld (una comunidad en línea) destinado a promocionar la película. El concurso ofrecía a diversos grupos la posibilidad de ver su música incluida en la película, para lo cual debían crear una canción que tuviese relación con el tema de Snakes on a Plane. El ganador fue Captain Ahab con su tema Snakes on the Brain, aunque otros participantes también fueron recompensados con la inclusión de su canción en la banda sonora.
Un videoclip creado específicamente para la película se emitió el 10 de julio de 2006 en MTV2. Corresponde a la primera canción de la banda sonora, Bring It (Snakes on a Plane), de Cobra Starship, y aparece además en los créditos finales de la película.
También existe un álbum de música noise llamado Soundtrack for the Motion Picture Snakes on a Plane.
En julio de 2006, New Line Cinema firmó un acuerdo con Cutting Corporation para producir un audiolibro de la película.
Algunas emisoras de radio, con la intención de aprovecharse de la popularidad de Snakes on a Plane, han creado falsos promos de supuestas secuelas con nombres como Dinosaurs in a Cab ("Dinosaurios en un taxi"), Whitesnakes on a Plane ("Whitesnakes en un avión", en alusión al grupo musical Whitesnake) o Trouser snakes on a Plane ("Serpientes de pantalón en un avión", en alusión al pene). Muchas también han usado el audio con la voz de Samuel L. Jackson, disponible en la página oficial de la película, para promocionar sus emisoras.

### Internet
El título de la película ha inspirado a numerosos blogueros a crear canciones, ropa, pósteres, fondos de pantalla, páginas web o falsos tráileres. Se hizo también un concurso de cortometrajes que debían parodiar la película, promocionado por el Alamo Drafthouse Cinema.
Un vídeo que circula por Internet llamado Snakes on a Plane Early Auditions muestra al cómico Dave Coyne haciendo imitaciones de los actores Christopher Walken, Jack Nicholson, Joe Pesci y Robert De Niro, así como del muppet Beaker, simulando que están en una audición para Snakes on a Plane. El vídeo ha sido incluido en Digg, iFilm, y YouTube, y aparece como contenido adicional en la banda sonora de la película. La voz de Coyne puede ser oída también en el audiolibro de la película.
Evo Terra, copresentador del popular podcast Michael and Evo's Wingin' It, empezó a promocionar la película a principios de 2006 y a usar frecuentemente la frase «¡serpientes en el puto avión!» en su programa. Snakes on a Plane también fue muy promocionada por el podcast Filmspotting, anteriormente conocido como Cinecast.
En marzo de 2006, el grupo de cómicos Zebro produjo un concurso en línea en el que los participantes debían grabar canciones inspiradas en la película y convertirlas en vídeos musicales. Entre los ganadores están el vídeo de rap "Snakes on an MP3" y "100%: A Tribute to SoaP", un vídeo realizado en claymation.
Muchos de los tráileres y demás vídeos hechos por seguidores circularon por YouTube y captaron la atención de los medios con títulos como Snakes Who Missed The Plane ("Serpientes que perdieron el avión"), All Your Snakes Are Belong To Us ("Todas sus serpientes son nos pertenecen", en alusión a All your base are belong to us), y Steaks on a Train ("Filetes en un tren"). Varias páginas web hicieron también concursos de cortometrajes y pósteres relacionados con la película.
El 6 de julio de 2006, la página oficial de Snakes on a Plane creó un concurso llamado "The #1 Fan King Cobra Sweepstakes" que hacía uso del potencial de Internet para generar publicidad. El ganador fue Max Goldberg, creador y propietario de la comunidad virtual YTMND.